# Таритін Дмитро Андрійович
Дмитро Андрійович Таритін — молодший лейтенант окремого загону спеціального призначення НГУ «Азов» Національної гвардії України, учасник російсько-української війни, що загинув у ході російського вторгнення в Україну в 2022 році.

## Життєпис
Дмитро Таритін народився в місті Бердянськ Запорізької області. У 16-річному віці долучився до українського націоналістичного руху. В 2013—2014 роках у складі організації «Патріот України» брав участь у вуличній декомунізації Запоріжжя та подіях Революції Гідності. Восени 2014 року став співзасновником Цивільного корпусу «Азов» у Запоріжжі. Під час війни на сході України в 2016 році вступив до лав гвардійського полку «Азов» (нині — окремого загону спеціального призначення НГУ «Азов») Національної гвардії України. Закінчив Запорізький національний університет за спеціальністю «політологія». З початком повномасштабного російського вторгнення в Україну перебував на передовій — брав участь у боях за Маріуполь, де й загинув в 15 квітня 2022 року.

## Родина
У загиблого залишилися дружина та маленький син.

## Нагороди
- Орден «За мужність» III ступеня (2022, посмертно) — за особисту мужність і самовіддані дії, виявлені у захисті державного суверенітету та територіальної цілісності України, вірність військовій присязі [4].